# Dwór „Dom wdowy” w Łomnicy

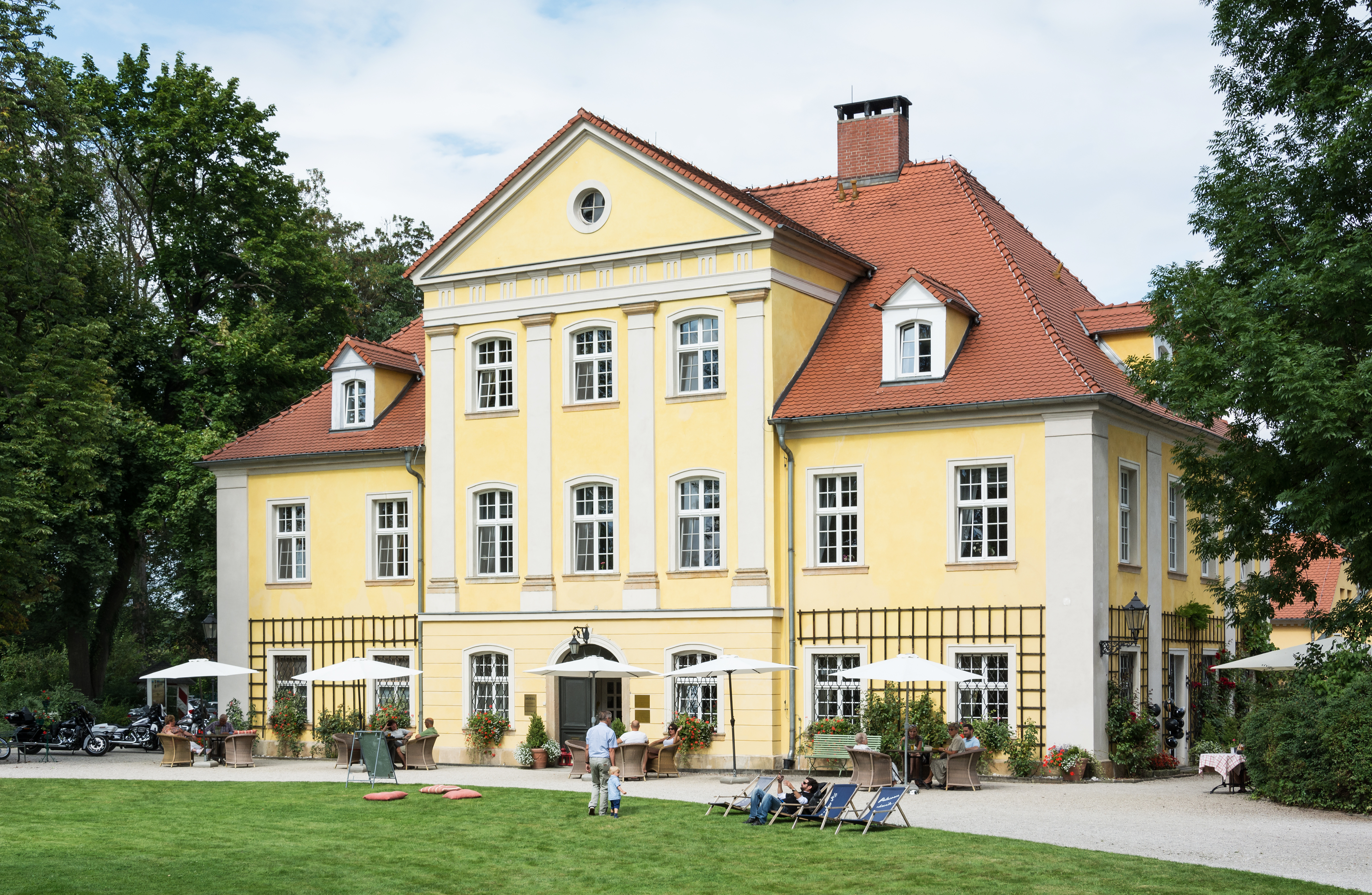
Dwór „Dom wdowy”

Dwór „Dom wdowy” w Łomnicy – zabytkowy dwór wzniesiony w 1804 roku przez Christiana Gottfrieda Mentzla, przebudowany w XX wieku. Obecnie mieści się w nim hotel.

## Położenie
Dwór położony we  wsi w Polsce, w województwie dolnośląskim, w powiecie karkonoskim, w gminie Mysłakowice, wzdłuż rzeki Łomnica, w Kotlinie Jeleniogórskiej u podnóża Rudaw Janowickich w Sudetach Zachodnich.

## Historia
Dwór wybudowany został przez Christiana Gottfrieda Mentzla w latach 1803-1804 w pobliżu Pałacu w Łomnicy. Budynek został przerobiony w XX wieku, a w latach 1995-1998 przeprowadzono remont kapitalny.

## Architektura
Dwukondygnacyjna budowla została wzniesiona na planie prostokąta i jest nakryta dachem czterospadowym z lukarnami. We wnętrzach parteru i piętra zachował pierwotny układ pomieszczeń. Holl jest sklepiony krzyżowo, z łękami sklepiennymi spływającymi na filary. W wielkiej sali parteru znajduje się architektoniczna polichromia ścienna z początku XIX wieku, która w latach 1996-1997 została oczyszczona i częściowo zrekonstruowana.
Dwór jest częścią zespołu pałacowego, w skład którego wchodzi jeszcze pałac (Schloss Lomnitz)
i park.

## Współczesność
Obecnie w starannie odrestaurowanym dworze znajdują się: hotel, restauracja i kawiarnia. Poza tym obiekt jest siedzibą Fundacja Dominium Łomnica, zajmującą się ochroną dziedzictwa Parku Kulturowego Kotliny Jeleniogórskiej.